# Jacques de Lévis de Caylus
Pour les articles homonymes, voir Caylus et Lévis.
Jacques de Lévis, comte de Caylus ou Quélus selon la prononciation du nord de la France, né en 1554 et mort le 29 mai 1578, fut l'un des mignons du roi Henri III.

## Biographie
Issu de la fameuse maison de Lévis, il est le fils d'Antoine de Lévis, seigneur de Caylus, de Villeneuve-la-Crémade, de Privezac et de Penne, sénéchal (1568) et gouverneur (1574) du Rouergue, et de Balthazarde de Lettes. Jacques est également le cousin d'un autre futur mignon, Henri de Saint-Sulpice.
Le Rouergue, dont son père est gouverneur, était alors intégré à l'apanage du duc d'Anjou, futur Henri III. C'est ainsi qu'à l'automne 1572, alors âgé de 18 ans, Jacques, porteur d'une missive de son père à propos des places tenues par les protestants dans la province, fit la connaissance du futur roi.
Dès 1573, il participa au siège de La Rochelle, sous la direction du duc d'Anjou. En 1574, il fit partie de la suite de ce prince lors de son bref règne en Pologne.
Il intègre la maison du roi à son retour en France et porte le titre d'échanson en novembre 1575. Il combat sous les ordres de Guillaume de Hautemer-Fervacques à la bataille de Dormans le 10 octobre 1575.
Fait prisonnier au début de juillet 1577 à Saujon, près de Brouage, par les huguenots dans une action organisée par le gouverneur protestant de Royan, Campeste, il est relâché trois mois plus tard après la signature de la paix et le paiement d'une rançon.
Blessé de dix-neuf coups d'épée lors du duel des Mignons, le 27 avril 1578, il mourut de ses blessures le 29 mai à l'hôtel de Boisy, rue Saint-Antoine à Paris. Henri III lui fit élever un mausolée avec cette épitaphe : Non injuriam, sed mortem, patienter tulit.